# MooneyGo

Logo di MooneyGo

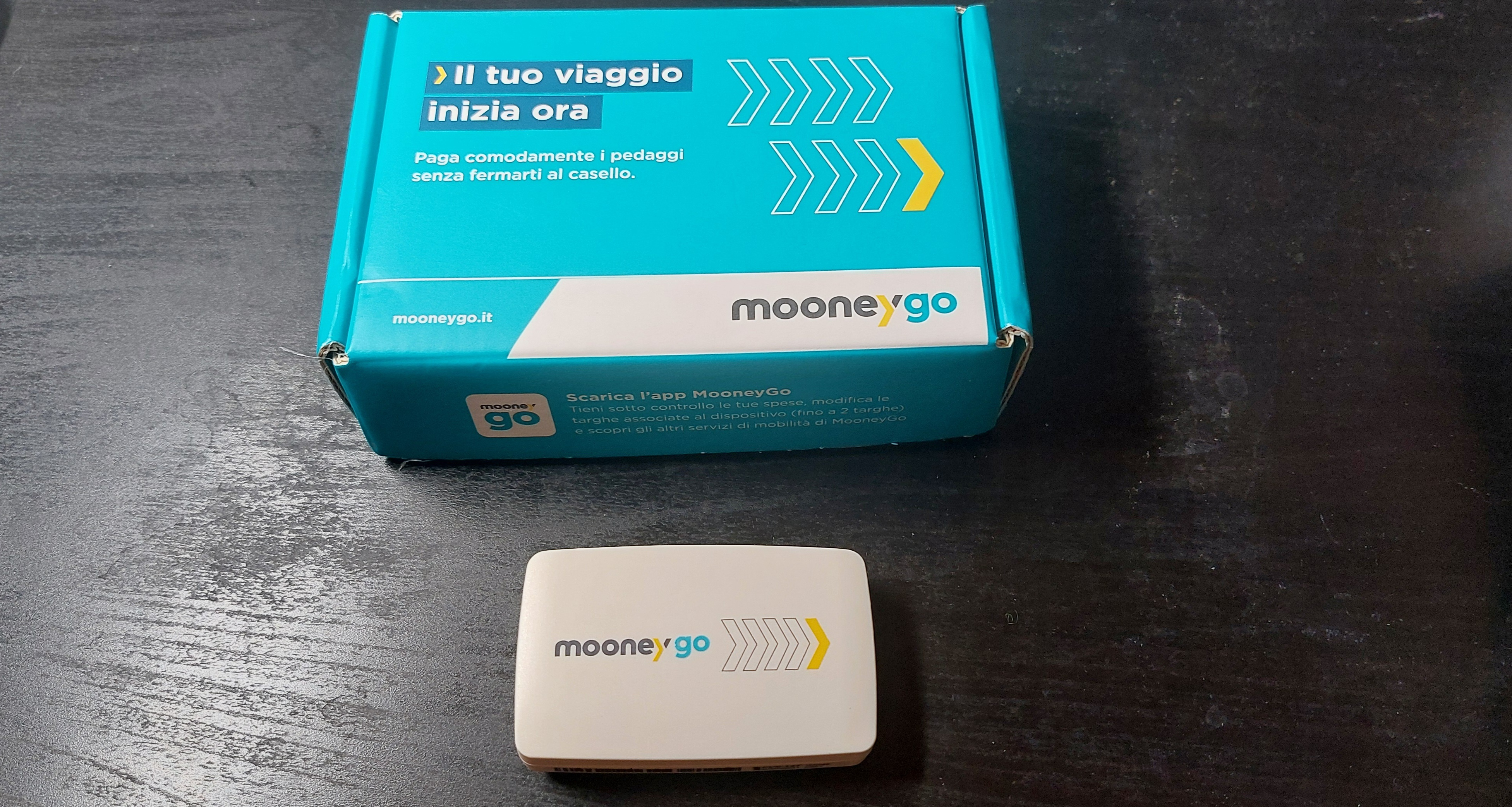
Il dispositivo per il telepedaggio di MooneyGo

MooneyGo è un servizio di mobilità creato e gestito dalla compagnia italiana Mooney comprendente anche l'apparato omonimo di telepedaggio.
I servizi di mobilità sono entrati ad operare a partire dall'11 novembre 2020, ovvero dalla creazione del gruppo, mentre l'omonimo apparato di telepedaggio a partire da settembre 2023, dopo la ricezione del brevetto ufficiale per operare sulle strade italiane.

## Storia
I servizi di mobilità sono stati attivati contemporaneamente alla nascita dell'azienda omonima l'11 novembre 2020 a seguito della fusione di Sisal e Banca 5.
L'apparato omonimo, invece, viene annunciato inizialmente nel 2022, in concomitanza all'entrata sul mercato di UnipolMove, nel progetto della liberalizzazione del telepedaggio dal precedente monopolio di Telepass. Successivamente, viene reso ufficialmente disponibile a partire da settembre 2023.

## Tecnica dell'apparato

Segnale di indicazione corsia riservata al telepedaggio per il passaggio con MooneyGo.

Il dispositivo, ovvero la versione slim dell'apparato Telepass, fornito da quest'ultima azienda e marchiato MooneyGo, utilizza la stessa tecnica dell'apparato in questione, funzionando in tutta Italia senza alcuna esclusione nelle piste dedicate agli apparati di telepedaggio.

## Servizi
Oltre ai servizi disponibili come ad esempio la mobilità su trasporto pubblico via applicazione, l'apparato omonimo può essere utilizzato, oltre per il pedaggio autostradale in tutta Italia senza esclusioni, per pagare lo Stretto di Messina e i parcheggi convenzionati già con Telepass.
A differenza di altri sistemi come Telepass e UnipolMove, l'addebito avviene settimanalmente ogni venerdì (a differenza degli altri sistemi, che prevedono l'addebito mensile) e su carta di credito anziché su conto corrente.